# Ocularia vittata
Ocularia vittata là một loài bọ cánh cứng trong họ Cerambycidae.